# Presidio
Los romanos utilizaron ampliamente las compañías presidiales, estableciéndolas en un castrum o castellum, como el que aún se conserva en Qasr Bashir en Jordania. Este castellum pertenecía a la línea Limes Arabicus, en la antigua provincia romana de Arabia Petraea. Algo parecido se usó también en la península ibérica, donde los castillos formaron la frontera entre cristianos y musulmanes, y continuó en uso por los españoles, con bastante éxito, en otras fronteras del imperio como el norte de África. En la Norteamérica española el Presidio era la unidad militar, el grupo de soldados que defendía el territorio. Soldados que se establecían en lugares donde a veces era nesaria la construcción de una fortificación para su protección, pero que no siempre era construida. El virrey Duque de Alburquerque, en 1702, escribía su Memoria de Gobierno:
Hay también otros presidios en lo más interior de las provincias de la Nueva Vizcaya, Nueva México, Coahuila y Nuevo Reino de León, en parajes confinantes de indios no reducidos, cuya barbaridad suele arrojarse a las poblaciones y hacer correrías en los caminos, de notable horror; éstos aunque vulgarmente se nombran presidios, no lo son en lo formal porque no son plazas, fortalezas ni castillos, sino una compañía de montados de número prefijo que están rancheados en aquel paraje con su capitán y oficiales, y ellos tienen obligación de mantenerse con caballos, armas y municiones por el salario que cada año les está asignado... 

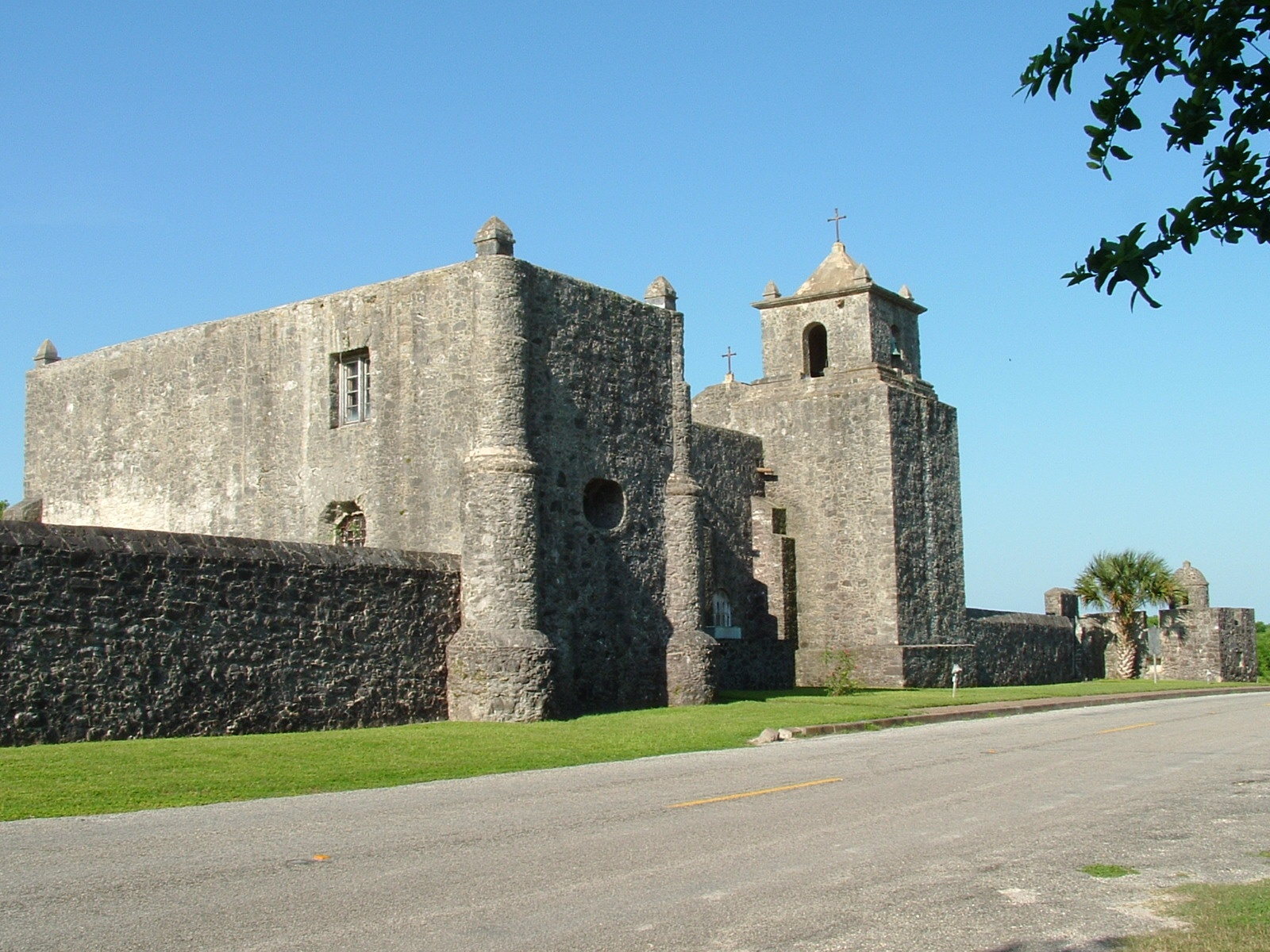
Fuerte español en el que se estableció finalmente el Presidio de Nuestra Señora de Loreto de la Bahía, en Texas, después de ocupar dos localizaciones anteriormente.

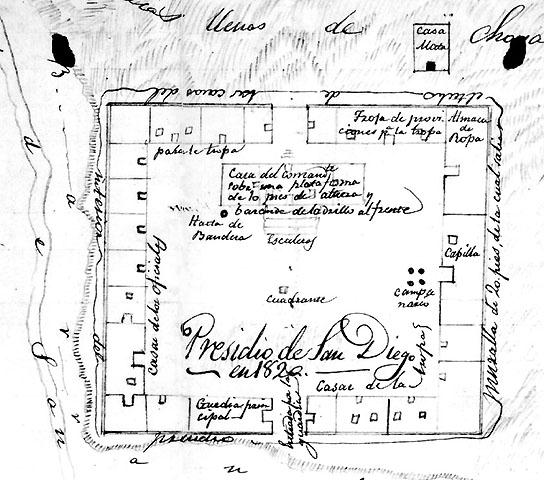
Plano del Presidio Real de San Diego en California.

Si bien es cierto que, por derivación, también se denominaba presidio al lugar en el que la compañía presidial se establecía. En cualquier caso, un fuerte o castillo no podía ser denominado Presidio sin la presencia en él de soldados presidiales. Cómo deja entrever el virrey Duque de Alburquerque, en otras partes de la Monarquía Hispánica el Presidio adquiría otra configuración aunque, como en el caso del Presidio de San Agustín de la Florida, este se encontraba establecido en el Castillo de San Marcos. Dos denominaciones distintas para Presidio y fortificación, ocupando el mismo espacio físico, parece indicar que se habla de entidades diferentes.

## Etimología y definiciones
Las definiciones que se encuentran en los distintos diccionarios como el Diccionario de Autoridades de la Real Academia Española, o los diccionarios militares son en todos ellos coincidentes:
1. La guarnición de soldados que se pone en la plazas, castillos y fortalezas para su guardia y custodia. Sale del latín praesidium. Ejemplos: «De esta manera cobró la ciudad y la fortaleció con nuevo Presidio de la gente que llevaba.» (...) «Más ni esto, ni el general sentimiento fue bastante para que el reino allanase la ciudad de Teruel, enviando a ella al duque de Segorbe y Cardona, que renovó un fuerte y puso en la ciudad Praesidio.»
2. Se toma también por la misma Ciudad o Fortaleza, que se puede guarnecer de soldados. Lat. Arx praesidio munita. "Conviene pues estén aparejados para dos usos, és a saber, de los soldados que están en campaña y para los Praesidios y Fortalezas." "Se apoderó de sus Presidios y Fortalezas haciendo prisioneros a la reina madre y al rey niño."
3. Metafóricamente, también antiguamente significaba, auxilio, ayuda, socorro o amparo, Lat. Auxilium Praesidium.

Es interesante conocer la definición del verbo Presidiar como complemento a lo anterior:
Guarnecer con soldados alguna Plaza o Castillo, para que esté guardada y defendida. Latín. Praesidio munire. “Determinó de hacer la empressa en Petrina, aunque sabía que estaba bien presidiada de gente”. "custodiar o guarnecer con soldados alguna plaza o fortaleza para defenderla y conservarla." 
El Estado Mayor del Ejército y su Servicio Histórico Militar, en 1954 publicaba el Nomenclátor Histórico Militar, repitiendo lo ya aportado por los anteriores diccionarios militares sin cambiar una coma. 

## Historia

### Roma
Con origen en la arquitectura táctico-militar del Imperio romano, estaban en las fronteras conflictivas y se usaron también como confinamiento para mantener las ciudades romanas libres de ciertos habitantes, llegándose a reclutar a estos allí como tropas de baja calidad. De esta práctica romana, tiempo, y época deriva su homonimia con la prisión común.

(escrito en 1664). «La conveniencia de fortificar las fronteras, nos la enseña la naturaleza, pues ella misma ha fortificado los confines de los reynos y provincias, con las murallas y cordilleras de los montes o con los fosos de los ríos. Entre otros muchos géneros de colonias que usaban los romanos, eran algunas dellas los Presidios, que hacían en los confines de las Provincias, para guardar sus Fronteras. Comenzaron a perderse estas colonias, porque empezaron los romanos a privar de su habitación a los naturales de la provincia, y introducir en ellas a gente vil, y pobre, de que limpiaban las ciudades. Presto se ven desdichas del Presidio confinante, cuando el no dexar entrar al enemigo vecino, depende de la fe de la guarnición, que fuere gente vil ... Hacense estas Fortificaciones en las Fronteras, para defender el costado del reino o provincia, impedir la entrada del enemigo, abrigar las fuerzas y armas propias, asegurar la retirada en los buenos progresos de la guerra, acobardar las sublevaciones, amparar los socorros, impedir la diversion de armas por aquella parte, y para otras particulares Máximas de Estado que dexo por no ser deste asunto.»

### EspañasigloXII
En ciertas ocasiones, los reyes mandaron edificar o reedificar, y adecuar como fortaleza o castillo de frontera, para acuartelar tropas de milicia, como en ocasión de los adelantamientos de frontera del siglo XII. En los lugares a repoblar, tras despoblación de guerra, o en previsión de eventual desafección hostil de los «naturales», y para resguardar al vasallo común, se habilitaban presidios cuyo concepto militar deriva del Fuerte romano y de estos se derivan los actuales cuarteles de milicia.

En el año 1128, Alfonso I dio al abad Fortunio la villa de Signa, con todos sus términos, y les manda que la pueblen lo antes posible, y que hagan allí una buena fortaleza para presidio de christianos. Dioles también a Turre de Carcere, cerca de Signa, con el mismo cargo de poblarla y hacer otra fortaleza contra los musulmanes.

### Flandes
El llamado «Camino Español» fue una ruta terrestre creada por Felipe II para conseguir llevar dinero y tropas españolas a la guerra en los Países Bajos. Los tercios entraron en la Valtelina, construyeron un castillo en Bormio y situaron tropas desde Lombardía al Tirol, creando una cadena de fuertes para garantizar la seguridad del valioso corredor. En 1622 había más de 4000 soldados en la Valtelina. Algunos acuartelaban 2500 infantes. También se usaron en Nápoles.

## Presidios en América del Norte durante el virreinato

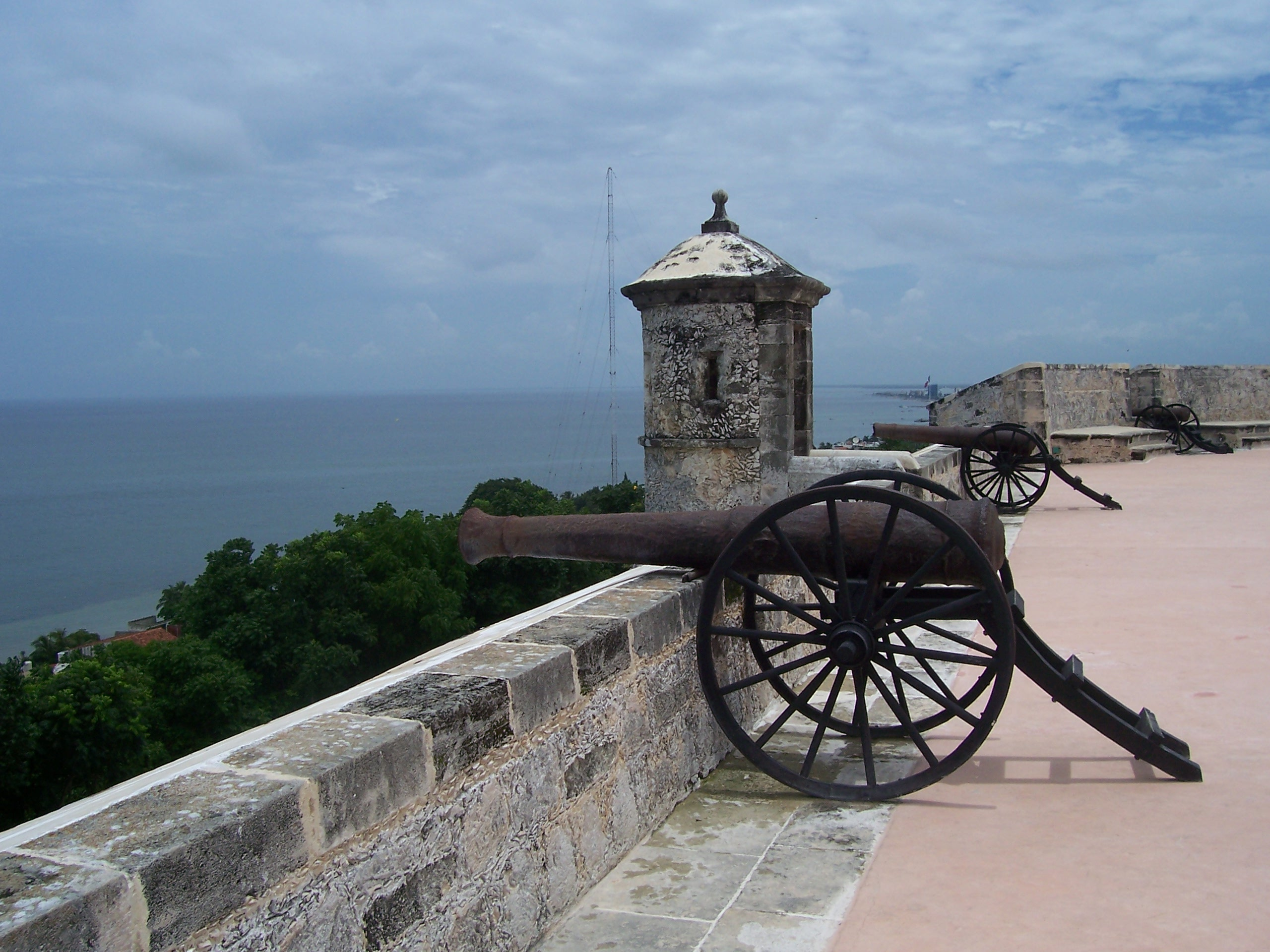
Fuerte de Campeche, construido para evitar ataques de piratas. Sin embargo, en mayo de 1683 el pirata holandés Laurens de Graff saqueó durante varios días la ciudad.

Como quedó establecido por el virrey Duque de Alburquerque, los Presidios en América del Norte eran una compañía de montados que presidía el territorio. En sus inicios estas unidades eran muy reducidas de no más de cinco soldados que se establecían en el camino que iba de Ciudad de México a Zacatecas por lo que se empezó a llamar el Camino Real de Tierra Adentro. Para ellos se construyeron unos edificios muy sencillos que recibieron el nombre de Casa Fuerte, cuyo nombre define lo que realmente eran, una casa fortificada con alojamiento para los cinco soldados. Pronto se vio la necesidad de dotarlos de corral para proteger a los caballos, y como su misión principal era la de escoltar las recuas de mulas que transitaban el camino, el edificio fue creciendo para albergar a los arrieros, sus animales y su carga. Su configuración final después de todas las ampliaciones se puede ver en el fuerte de Ojuelos. En aquellos primeros años de funcionamiento, en la segunda mitad del XVI, se establecieron varias unidades en el dicho camino, a una distancia que permitiera el mutuo apoyo, lo que se conoce en la nomenclatura como «sistema de Fuertes». 
Los Presidios fueron creciendo en número de soldados, y estableciéndose en otros lugares del norte novohispano: 
- Como una estrategia de apoyo a la colonización, el poblamiento del territorio, la fundación de villas, misiones y pueblos de indios cristianos, forma en la que se fue cristianizando y poblando el territorio.

- Como instrumento de protección del territorio frente a otras naciones europeas hostiles a España, como los que se establecieron en los actuales estados de Luisiana, Mississippi, Alabama y Florida.
- En la América española se reclutaban soldados con familia, ya que su función era, no solo defender el territorio sino principalmente poblarlo. Habitualmente se fundaban varias misiones en un lugar y se les dotaba de protección mediante la fundación de una población de españoles y el establecimiento en ella de un Presidio de soldados para que la defendiesen. [2]

Al ser desacuartelado de soldados presidiales, cuando estos eran trasladados a otro punto geográfico, si se había construido una fortificación, esta dejaba de llamarse presidio para ser conocida únicamente como fuerte. Dado que los soldados presidiales eran reclutados con familia para que tuviesen también la función de pobladores, y con la gran cantidad de civiles que se establecián cerca de los presidiales, a su amparo y protección, con el tiempo las villas, mal llamadas presidios, formaron ciudades, en algunos casos las más importantes de los actuales Estados Unidos. Siendo llamativo que lugares como San Antonio o Santa Fe, sigan teniendo en sus centros urbanos la «plaza de armas» que sio origen a su población.
En muchos casos la compañía presidial no fortificó sus establecimientos, algunos de ellos en los lugares más peligrosos de Norteamérica, como Santa Fe, en el Nuevo México, San Antonio y San Juan Bautista en Texas, sus casas de piedra o adobe eran suficiente protección ante los enemigos indios, principalmente apaches. Prueba de ello son los mapas de época, principalmente los de Urrutia, elaborados en 1767, en que se aprecia que, rodeando la plaza de armas, se encuentran únicamente las casas de los soldados sin otra protección.

### La Florida
En la actual capital del estado de Florida, Talahasee, se estableció un fuerte para dar cobertura a las misiones establecidas entre los Apalachees. También se estableció el Presidio de San Agustín de la Florida en el Fuerte San Marcos.

### Texas
El principal establecimiento fue en la villa de Béxar, llamado San Antonio de Bexar. Otros fueron establecidos en Los Adaes, localidad que hoy pertenece al estado de Luisiana. Otra compañía, dependiente de San Antonio, se estableció en La Bahía del Espíritu Santo, en primer lugar sobre el destruido fuerte francés San Luis, en el arroyo Garcitas, después en otra ubicación más al interior, y finalmente a su lugar actual, en el río San Antonio. Y hubo otros dos establecimientos temporales, el primero en Orcoquizac y el segundo en San Sabá, actual Menard, de triste recuerdo, ya que en sus proximidades y sin que pudieran hacer nada, se produjo la destrucción de la misión franciscana por los Comanches aliados con los youjuanes y los Caddos.
Estos presidios tejanos dependían directamente de otros presidios situados al sur del río Grande, en el actual estado mexicano de Coahuila, el llamado de San Juan Bautista del río Grande, desde donde partieron las expediciones que fundaron San Antonio en 1718. Y más al sur el de Monclova.
Hoy en día el antiguo Presidio de El Paso ha quedado encuadrado en el territorio tejano pero en el momento de su establecimiento en 1680, tras la revuelta del Nuevo México, se englobaba en el esfuerzo poblacional del Nuevo México.

### Nuevo México
El presidio de la Santa Fe, establecido en 1607, y el de El Paso en 1680.

### Arizona
Un presidio se estableció en el Tucsón, y otro más al sur en Tubac.

### Las Californias, Baja y Alta
En la época del Virreinato de la Nueva España, o Nueva España, se emplazaron en «las californias», en el norte continental. Actualmente el sur oeste de los Estados Unidos. El de Nuestra Señora de Loreto era el Fuerte cabecera de las Californias. En 1775 tenían ya una reducida dotación:
- Presidio de Loreto, Capitán, Teniente, Alférez y 44 plazas.
- Presidio de San Diego, Teniente, Alférez y 52 plazas.
- Presidio de San Carlos de Monterey, Teniente, Alférez y 52 plazas.
- Presidio Real de San Francisco, Teniente, Alférez y 31 plazas.

## Presidios en la Filipinas virreinal

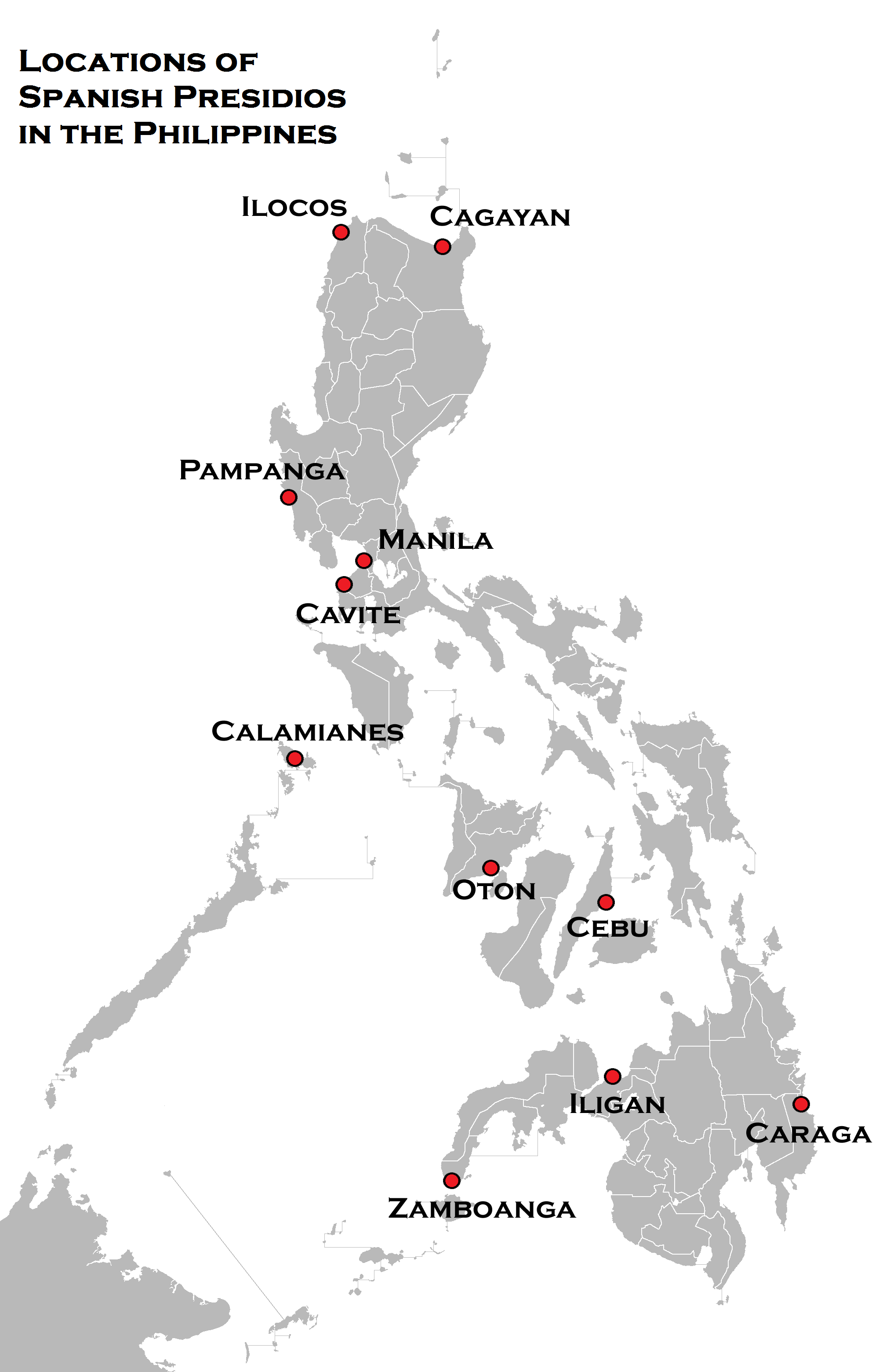
Mapa de los Presidios construidos durante la Filipinas virreinal en el siglo XVII.

### Luzón
- Presidio de Santiago, fundado en 1593 en Intramuros, Manila.
- Presidio de San Felipe Neri, fundado en 1609 en Cavite.

### Bisayas
- Presidio de Lawis en Madridejos con los restos de su estructura establecida alrededor de 1628-1630.
- Presidio de San Pedro, fundado en 1616 en Iloílo.
- Presidio de San Pedro, fundado en 1630 en Cebú.

### Mindanao
- Presidio de Nuestra Señora del Pilar de Zaragoza o Real Fuerte de Nuestra Señora del Pilar de Zaragoza, fundado en 1635 en Zamboanga.